# Mangga Besar
Mangga Besar è un villaggio nel Taman Sari, Giacarta Occidentale, Indonesia, confinante a nord con la strada Jalan Pinangsia (Glodok), ad ovest con il Ciliwung, ad est con Tankgi e a sud con la strada Jalan Mangga Besar. È una popolare destinazione per la vita notturna di Giacarta.

## Storia
Storicamente, l'area è una delle prime lokalisasi del periodo in cui Giacarta era denominata Batavia. In passato, la comunità bataviana conosceva le PSK come cabo, termine mandarino adattato da caibo, che significa letteralmente "donne della notte". I visitatori erano funzionari della Compagnia olandese delle Indie orientali (VOC) e commercianti cinesi. La popolazione è prevalentemente cinese etnica, come nell'adiacente Chinatown di Glodok. L'ospedale Husada, precedentemente noto come Jang Seng Le, si trova nella zona e fu fondato nel 1924, rendendolo uno degli ospedali di servizio più vecchi di Giacarta.

## Monumenti e luoghi d'interesse
Ci sono almeno tre templi cinesi nel quartiere. Uno di questi, quello di Vihara Avalokitesvara, fu costruito nel 1936 e contiene altari di Buddha e Guan Yin (dea della Misericordia). 

## Società

### Vita notturna
Mangga Besar è famosa come zona della vita notturna di Giacarta. Ospita infatti numerosi bar, discoteche, karaoke, sale massaggi e sex-hotel situati nella zona.